# Sida albiflora
Sida albiflora är en malvaväxtart som först beskrevs av Robert Hippolyte Chodat och Hassl., och fick sitt nu gällande namn av Antonio Krapovickas. Sida albiflora ingår i släktet sammetsmalvor, och familjen malvaväxter. Inga underarter finns listade i Catalogue of Life.